# 金澤超分子
金澤超分子科技控股有限公司，(港交所除牌時8059.HK及2362.HK)，是在2000年由劉勝平家族創立，2001年在香港交易所創業板上市，直至2003年轉去主板上市。曾經營、生產及銷售農業產品。
由於發生財政問題，加上出現嚴重虧損，於是出售給第三者股權，更名為烽火傳媒，到現時金川國際。

## 外部連結
- 前稱金澤超分子科技 WEBB-SITE.COM （页面存档备份，存于）